# Xavier-Robert François
Xavier-Robert François (Arlon, 1º luglio 1994) è un cestista belga naturalizzato lussemburghese.

## Palmarès
- Coppa di Francia: 1

Strasburgo: 2014-15